# Trono di Sulaymān

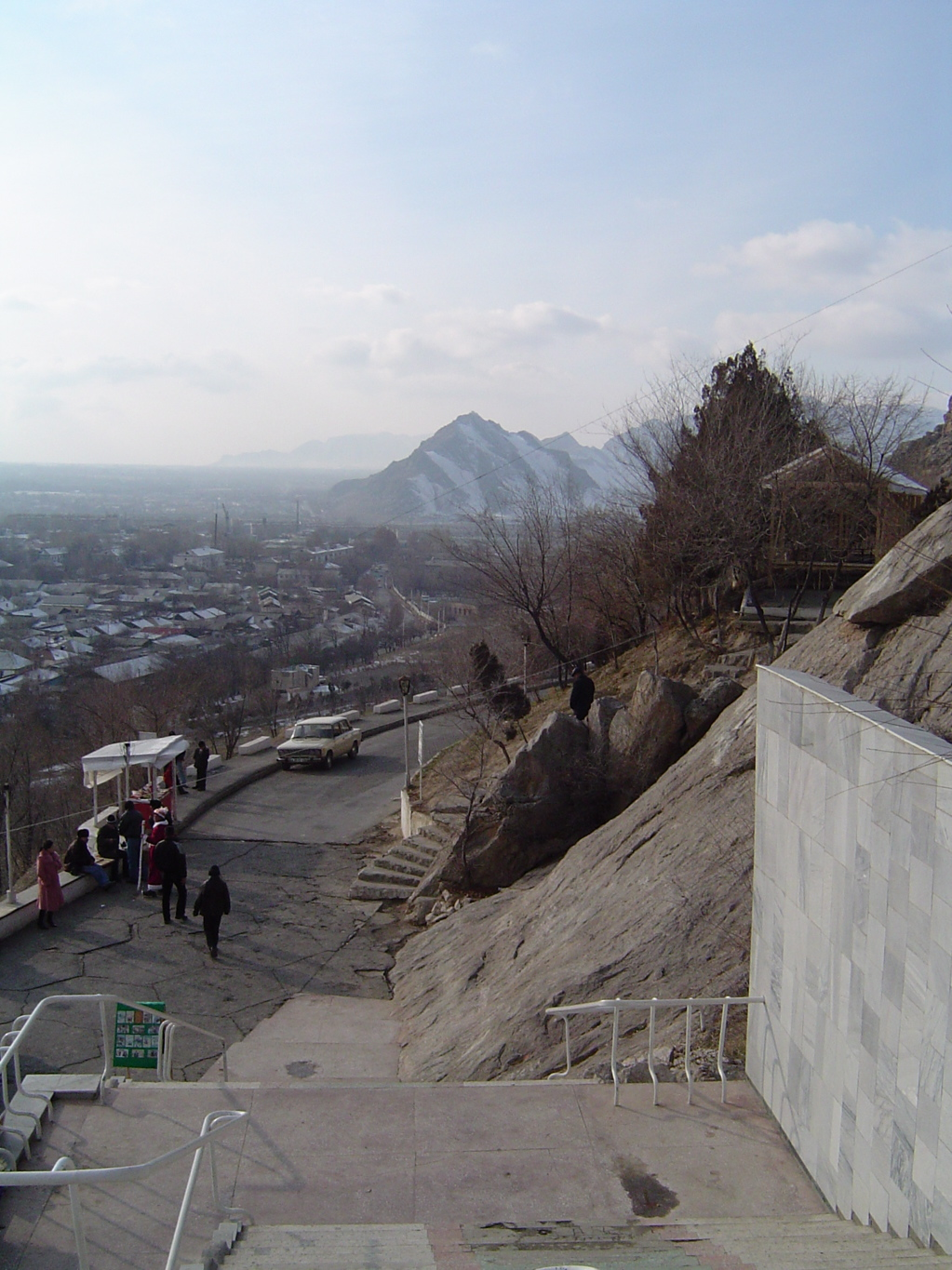
Oš dal Trono di Sulaymān

Il Trono di Sulaymān, noto anche come Montagna di Sulaymān o Rocca di Sulaymān, è un'altura situata nel territorio della città Oš in Kirghizistan e sede di un santuario musulmano. Si erge isolata nella pianura di Fergana ed è frequentata sia da locali che da turisti.
Sulaymān è il biblico Salomone, che per l'Islam è un profeta citato nel Corano, e la montagna ospita un luogo di culto che si crede sia stato costruito sulla sua tomba. Il luogo è particolarmente venerato dalla donne in quanto si crede che la visita concederebbe loro il dono di dare alla luce figli sani. Lungo il sentiero ci sono anche alcune pietre che avrebbero la proprietà di curare il mal di schiena a chi si lasci scivolare su di loro di spalle per tre volte.
La montagna è ricca di alberi e cespugli sui quali i fedeli pongono dei drappi in segno di devozione. Le sue pendici sono in parte occupate da un cimitero.
Una grotta scavata durante il periodo sovietico ospita oggi un museo che espone reperti archeologici ritrovati nell'area.
A causa della sua importanza culturale, nel 2009 l'UNESCO ha deciso di inserire questo luogo tra i patrimoni dell'umanità.